# Кочетов, Александр Андреевич
Александр Андреевич Кочетов — советский хозяйственный деятель, Герой Социалистического Труда.

## Биография
Родился в 1926 году в селе Шереметьево. Член КПСС.
Поступил в Московское ремесленное училище, с началом Великой Отечественной войны вернулся на родину, колхозник.
Участник Великой Отечественной войны: наводчик зенитно-пулеметной роты 33-й гвардейской мотострелковой бригады 9-го гвардейского танкового корпуса 2-й танковой армии
В 1950—1954 гг. — кочегар, слесарь 4-го разряда завода № 45 Министерства авиационной промышленности СССР.
В 1954—1987 гг. — слесарь-сборщик завода № 822 / Ленинградского государственного завода имени Коминтерна / завода Научно-производственного объединения имени Коминтерна Министерства радиопромышленности СССР.
Указом Президиума Верховного Совета СССР от 26 апреля 1971 года присвоено звание Героя Социалистического Труда с вручением ордена Ленина и золотой медали «Серп и Молот».
Умер после 1987 года в Санкт-Петербурге.

## Награды и звания
- Герой Социалистического Труда (26.04.1971)
- Орден Ленина (26.04.1971)
- Орден Октябрьской Революции (02.02.1984)
- Орден Отечественной войны II степени (06.04.1985)
- Орден Трудового Красного Знамени (29.07.1966)
- Орден Славы III степени (16.05.1945)